# Blanka Nepasická
Blanka Nepasická, roz. Fechtnerová (8. července 1938 Ohrazenice – 14. října 1992 Praha) byla česká grafička, šperkařka, sochařka a pedagožka.

## Život
Blanka Nepasická se narodila 8. července v Ohrazenici u Turnova. V letech 1953–1957 absolvovala Školu uměleckých řemesel (šperkařskou školu) v Turnově a poté po čtyři roky pracovala jeko návrhářka průmyslové bižuterie. V letech 1961–1967 studovala na Vysoké škole uměleckoprůmyslové v Praze v ateliéru kov a šperk u profesora Jana Nušla a Aleny Novákové. Po studiích pracovala dva roky jako průmyslová návrhářka bižuterie.
Roku 1968 se zúčastnila I. Mezinárodního sympozia sympozia Stříbrný šperk v Jablonci nad Nisou. Poprvé samostatně vystavovala roku 1977 v Severočeském muzeu v Liberci. Na přelomu 80. a 90. let se zúčastnila několika ročníků mezinárodního sympozia smaltu v maďarském Keczkemétu. V letech 1991–1992 působila jako pedagog na Soukromé mistrovské škole uměleckého designu
Byla členkou sekce Kov a šperk Svazu československých výtvarných umělců a Skupiny Sextagon, po roce 1990 členkou Asociace výtvarníků oboru kov-šperk. Jejím manželem byl malíř a grafik Jiří Nepasický (1934–2016).

## Dílo
Blanka Nepasická ve svých autorských špercích až do 80. let užívala výhradně stříbro, bez barevných detailů. Reagovala na vlnu strukturalismu ve výtvarném umění z první poloviny 60. let a ovlivnil ji zlatník Karel Kyncl, který v pražském ateliéru Ústředí uměleckých řemesel vytvořil kolekci šperků inspirovaných přírodními strukturami metodou odlévání na ztracený vosk a odstředivým litím. Šperky zhotovovala metodou ztraceného vosku, s ponechanými stopami po odlévání voskového modelu. Plochu šperku oživovala jemným reliéfem, broušením a kontrasty leštěné a matované plochy. Citlivě přitom zachovává proporce a dbá na funkčnost šperku.
Ve své pozdější tvorbě využívala pro šperky i měď v kombinaci se smaltem. Kromě toho tvořila smaltované obrazy, komorní kovové plastiky a kresby.
Kromě šperkařské tvorby se Blanka Nepasická prosadila i jako designérka svítidel, dekorativních stěn a soch do veřejného prostoru z nerezového plechu nebo umělého kamene (fontána z umělého kamene pro atrium Léčebny dlouhodobě nemocných v Liberci). Je autorkou rozměrné posuvné stěny smuteční síně v Raspenavě (1976).

### Zastoupení ve sbírkách
- Die Neue Sammlung, Mnichov[9]
- Uměleckoprůmyslové museum v Praze
- Moravská galerie v Brně[10]
- Slovenská národná galéria, Bratislava
- Severočeské muzeum Liberec
- Muzeum skla a bižuterie v Jablonci nad Nisou
- Muzeum Českého ráje, Turnov
- Krajský vlastivědný ústav olomouc
- Studio výtvarného emailu, Kecskemét[11]

### Výstavy

#### Autorské
- 1977 Blanka Nepasická, Severočeské muzeum Liberec
- 1978 Blanka Nepasická, Galerie Karolina, Praha
- 1982 Blanka Nepasická, Galerie Karolina, Praha
- 1988 Blanka Nepasická: Smalty, Divadlo hudby (Galerie Titanic), Olomouc
- 1988 Blanka Nepasická: Smalty, Malá výstavní síň, Liberec
- 1993 Blanka Nepasická: Email a šperk, Severočeské muzeum p.o., Liberec
- 1993 Blanka Nepasická: Kresby a smalty, Oblastní galerie Liberec

#### Kolektivní (výběr)
- 1966 Šperky, Londýn, Mnichov, Riga, Montreal
- 1967 výstava k Mezinárodnímu kongresu AICA, Obecní dům, Praha
- 1967 Schmuckschau, Mnichov
- 1967 Expo ´67, Montreal
- 1968 Mezinárodní výstava bižuterie, Jablonec nad Nisou
- 1968 Kov a šperk, Galerie Jaroslava Fragnera, Praha
- 1968/1969 Soudobý československý šperk, Galerie in Mahlerstrasse, Vídeň, Galerie Stubhahn, Salcburk
- 1969 Stříbrný šperk – výsledky sympozia, Galerie Václava Špály, Praha
- 1969 Kunstgewerbschule, Curych
- 1969 Schmuckmuseum Pforrzheim, Německo
- 1970 Sextagon, Jablonec nad Nisou
- 1970, 1971 Internationale Sonderschmuckschau, Mnichov
- 1972 Schmuck ´72, Tendenzen, Schmuckmuseum Pforzheim, Německo
- 1972 Moderní československý šperk, Moskva, Riga, Talin
- 1972 Proemium, Český Krumlov
- 1973/1974 Bijuterii moderne din R.S. Cehoslovacă, Sala Ateneului Român (Ateneul Român), Bukurešť, Brašov
- 1974 Modern csech ékzer, Budapešť
- 1975 3e Biennale de l´art d´émail, Limoges
- 1976 Schmuck heute, Basilej
- 1978 Soudobý československý šperk, Muzeum skla a bižuterie v Jablonci nad Nisou
- 1978 Biennale de l´art d´émail, Limoges
- 1979 Současné užité umění, Severočeská galerie výtvarného umění v Litoměřicích
- 1983 Súčasný československý umelecký šperk, Galéria Miloša Alexandra Bazovského v Trenčíne
- 1983 Český šperk 1963-1983, Středočeské muzeum, Roztoky
- 1985 Současný československý email, Atrium na Žižkově – koncertní a výstavní síň, Praha
- 1987 Émail international, 2. Kunstverein, Coburg
- 1990 Kov a šperk: Oborová výstava, Galerie Václava Špály, Praha
- 1992 Šperk a drahokam, Moravská galerie v Brně
- 1992 Umění emailu, Severočeské muzeum Liberec
- 1993–2003 Minisalon, Praha, Mons, Hollywood, Cincinnati, New York, Indianapolis, Rapids, Albuquerque, Chicago, Columbia, Nord Dartmouth, St. Petersburg, Fort Myers, Praha, Brusel, Jakarta, Ubud, Surabaja, Paris
- 1996 Užité umění 60. let, Moravská galerie v Brně
- 2018 Jablonec ’68, Die Neue Sammlung: The International Design Museum Munich (Staatliches Museum für angewandte Kunst), Mnichov, Bröhan-Museum, Berlín
- 2019 Severočeská sbírka, Muzeum Českého ráje v Turnově

### Články
- Věra Vokáčová, Šperky a emaily Blanky Nepasické, Umění a řemesla 1, 1978, s. 5-6
- Květa Křížová, Smaltované desky Blanky Nepasické, Domov 4, 1983, s. 25-27
- Věra Vokáčová, Šperky i smalty Blanky Nepasické, Umění a řemesla 3, 1988, s. 4-5
- Věra Vokáčová, Životní dílo Blanky Nepasické, Ateliér 10, 1993, s. 5

### Katalogy

#### Autorské
- Jiří Erml: Šperky – Blanka Nepasická, Severočeské muzeum v Liberci 1977
- Jan Kříž: Blanka Nepasická: Smalty, Divadlo hudby Olomouc 1988
- Jan Kříž: Blanka Nepasická: Smalty, Okresní kulturní středisko Liberec 1988
- Věra Vokáčová: Email a šperk Blanky Nepasické, Severočeské muzeum p.o., Liberec 1993

#### Kolektivní
- Věra Vokáčová: Stříbrný šperk 1968: Výstava výsledků I. mezinárodního symposia v Jablonci n. N. 1968
- Věra Vokáčová, Kov a šperk, Galerie na Betlémském náměstí, Praha 1968
- Věra Vokáčová, Dagmar Hejdová, Bijuterii moderne din R.S. Cehoslovacă, 1973
- Věra Vokáčová, Věra Maternová, Soudobý československý šperk, Muzeum skla a bižuterie v Jablonci nad Nisou 1978
- Alena Adlerová, Současné užité umění (Sklo, keramika, tapiserie, šperk (autorská individuální tvorba), Severočeská galerie výtvarného umění v Litoměřicích 1979
- Karel Holešovský, Užité umění 70/80 (Výstava přírůstků Uměleckoprůmyslového odboru Moravské galerie v Brně), Moravská galerie v Brně 1980
- Dagmar Tučná, Jiří Bárta, Věra Vokáčová, Arte Aplicado Checoslovaco (Miniaturas de Vidrio, Ceramica, Textil y Joyas) 1982
- Věra Vokáčová, Marián Kvasnička, Súčasný československý umelecký šperk, Galéria Miloša Alexandra Bazovského v Trenčíne 1983
- Věra Vokáčová, Český šperk 1963-1983, Středočeské muzeum, Roztoky 1983
- Marcela Pánková, Současné umění Liberecka, Ústřední kulturní dům železničářů (ÚKDŽ), Praha 1984
- Věra Vokáčová, Současný československý email, Atrium na Žižkově 1985
- Jan Rous a kol., Sto let českého užitého umění (České užité umění 1885-1985 ze sbírek Uměleckoprůmyslového muzea v Praze k stému výročí založení muzea), 244 s., UPM 1987
- Věra Vokáčová, Kov a šperk: Oborová výstava, Unie výtvarných umělců České republiky 1990
- Joska Skalník, Minisalon, Unie výtvarných umělců České republiky, Jazzová sekce – Artforum 1992
- Růžena Bečková, Jan Mohr, Umění emailu, Liberec 1992
- Alena Křížová, Kov – šperk 1993, Dům umění města Brna 1993
- Antonín Dufek a kol., Užité umění 60. let, Moravská galerie v Brně 1996, ISBN 80-7027-053-5
- Angelika Nollert (ed.), Jablonec '68 (Erstes Gipfeltreffen der Schmuckkünstler aus Ost und West / The First Summit of Jewelry Artists from east and West), Arnoldsche 2018, ISBN 978-3-89790-519-1
- Severočeská sbírka, Muzeum Českého ráje v Turnově 2019

### Souborné publikace
- Dagmar Hejdová, Sovremennoje češskoje juvelimoje iskusstvo, Moskva 1972
- Dagmar Hejdová, Věra Vokáčová, Modern Czech Ékszer, Budapest 1974
- Ralph Turner, Contemporary Jewlery, London 1976 (p. 60)
- Věra Vokáčová, Současný šperk, Odeon, Praha 1979
- Alena Křížová, Proměny českého šperku na konci 20. století, Academia, Praha 2002, ISBN 80-200-0920-5